# Olov Söderman

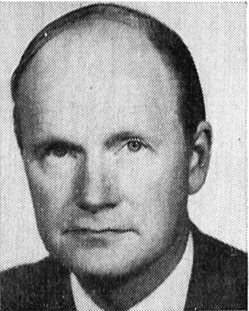
Olov Söderman

Karl Gustav Olov Söderman, född 13 november 1909 i Stockholm, död 2 juni 2001, var en svensk arkitekt.
Efter studentexamen 1928 studerade han vid Kungliga tekniska högskolan till 1934 och vid Kungliga konsthögskolan 1938-1939. Han drev därefter egen verksamhet i Stockholm. Från 1952 fick han av Byggnadsstyrelsen i uppdrag att renovera och möblera upp landets länsresidens.

## Verk i urval

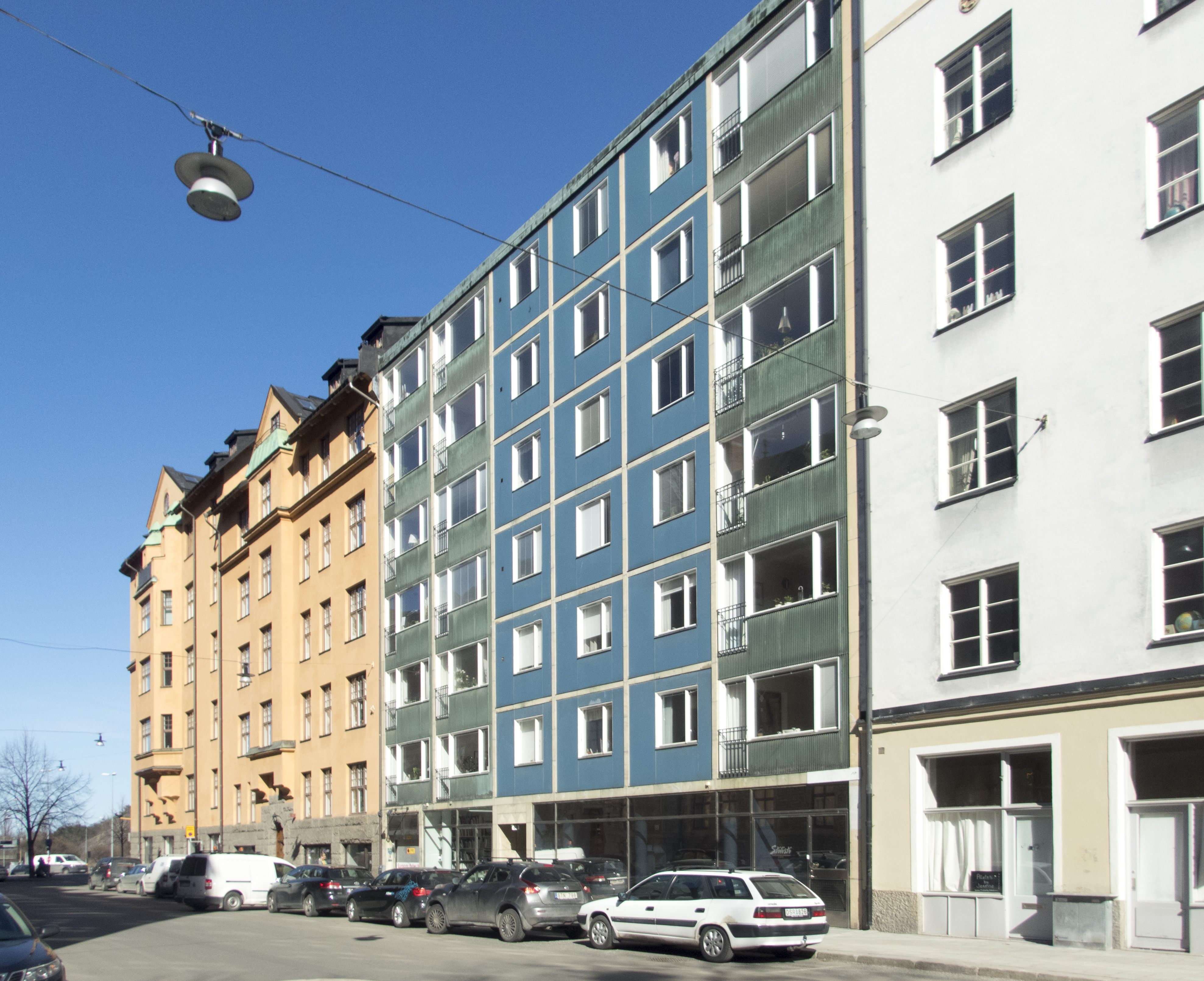
Staren 8

- Skisser till Kiruna Geofysiska Observatorium, 1946 [2]
- Ornamentet 5, Konstgjutarvägen 8-10 Stockholm, 1944[3]
- Bostadshus med postlokal i Ljusdal [4]
- Staren 8, Roslagsgatan 60 Stockholm, 1956-1956[5]
- Sveriges geologiska undersökning, Svante Arrhenius väg 9, Frescati, 1957[6]
- Kiruna Geofysiska Observatorium, 1957-1958[7]
- Renovering av Rosenbad, 1960
- Fatbursholmen 23, Åsögatan 87-89 Stockholm, 1961-1974[8]
- Renovering av Halmstads slott, 1961
- Kartongfabrik vid Iggesunds Bruk, 1962 [9]
- Renovering av Gävle slott, 1963
- Renovering av Örebro slott, 1963 [10]
- Renovering av Tessinska palatset, 1966[11]
- Renovering av Haga slott, 1966[12]